# هوميلز هيربرت
هوميلز هيربرت (بالإنجليزية: Holmes Herbert)‏ هو ممثل بريطاني، ولد في 30 يوليو 1882 بالمملكة المتحدة، وتوفي في 26 ديسمبر 1956 بهوليوود في الولايات المتحدة.

## أعمال

### أفلام
- (1931) دكتور جيكل والسيد هايد
- (1934) بيت روتشيلد
- (1935) القبطان بلود
- (1938) مغامرات روبن هود[4]
- (1939) الشمس لا تغيب
- (1939) مغامرات شرلوك هولمز
- (1940) المراسل الأجنبي
- (1942) شبح فرانكشتاين
- (1943) هولمز في واشنطن
- (1943) هولمز والسلاح السري
- (1944) لؤلؤة الموت
- (1945) بيت الخوف
- (1946) ارتدت الفستان لتقتل
- (1948) القيادة العليا
- (1950) قصة ستراتون

## وصلات خارجية
- هوميلز هيربرت على موقع IMDb (الإنجليزية)
- هوميلز هيربرت على موقع ألو سيني (الفرنسية)
- هوميلز هيربرت على موقع ميوزك برينز (الإنجليزية)
- هوميلز هيربرت على موقع أول موفي (الإنجليزية)
- هوميلز هيربرت على موقع قاعدة بيانات برودواي على الإنترنت (الإنجليزية)
- هوميلز هيربرت على موقع قاعدة بيانات برودواي على الإنترنت (الإنجليزية)
- هوميلز هيربرت على موقع قاعدة بيانات الأفلام السويدية (السويدية)
- هوميلز هيربرت على موقع قاعدة بيانات الفيلم (الإنجليزية)
- هوميلز هيربرت على موقع كينوبويسك (الروسية)